# Septoria silenes-nutantis
Septoria silenes-nutantis är en svampart som beskrevs av C. Massal. 1911. Septoria silenes-nutantis ingår i släktet Septoria och familjen Mycosphaerellaceae.   Inga underarter finns listade i Catalogue of Life.